# خوان اورکوزو
خوان اورکوزو (انگلیسی: Juan Urquizu; ۲۴ ژوئن ۱۹۰۱ – ۲۲ نوامبر ۱۹۸۲) بازیکن فوتبال اهل اسپانیا بود.
از باشگاه‌هایی که در آن بازی کرده‌است می‌توان به باشگاه فوتبال اتلتیک بیلبائو، باشگاه فوتبال رئال مادرید، و باشگاه فوتبال اوساسونا اشاره کرد.
وی همچنین در تیم ملی فوتبال اسپانیا بازی کرده‌است.